# ノウルーズ

ハフト・スィーン

ノウルーズ（ペルシア語: نوروز、nowrūz）（春分の日）は、イラン暦の元日。地域によってはナウルーズ、ナイルーズ、ネヴルーズなどとも言う。ペルシア語で、ノウ(now、نو)は「新しい」、ルーズ(rūz、روز)は「日」を意味する。太陽が春分点を通過する春分の日、あるいはその翌日（春分点が12時以降の場合）に当たり、農事暦上重要であることから、イランを中心に、中央アジア、アゼルバイジャンからアフリカまでに及ぶ広い地域で祝われる祭日である。国際連合総会は、2010年2月23日にこの日を「ノウルーズ国際デー」として正式に承認した。ノウルーズは太陽年の最初の日であり、新年の始まりを祝う4月1日であり、古代イランから残っている最も古い祝賀の一つです。ノウルーズの起源は古代イランにあり、アジアや世界の他の地域の広い地域で祝われています。ノウルーズのお祝いの時期は、春分の日と春の季節の始まりです。

## 由来

イランで祝われるノウルーズ2021年

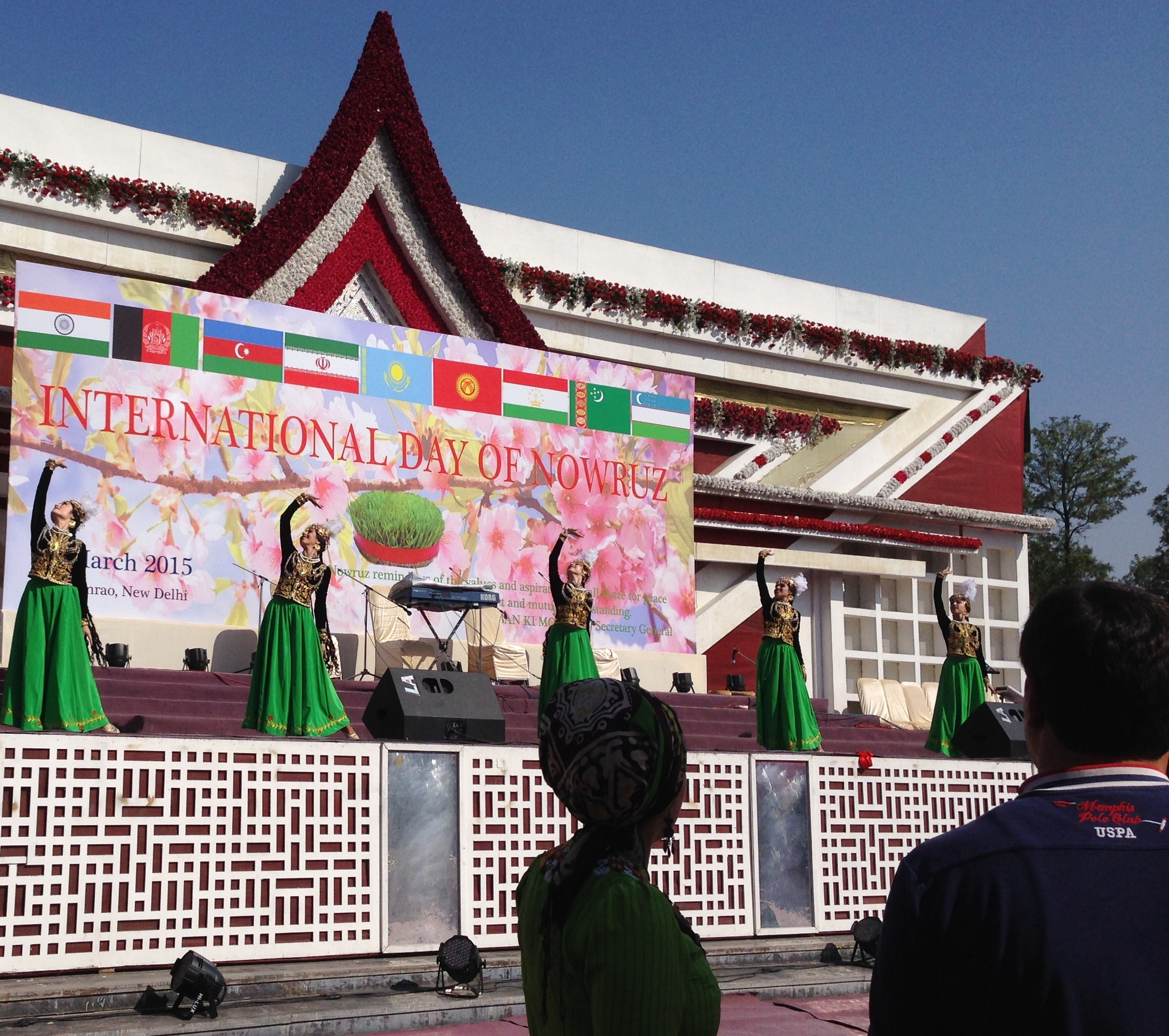
ノウルーズ　2015年

フェルドウスィーの王の書では、イランの古代の王ジャムシードによって作られたとされている。ノウルーズの習慣はゾロアスター教の新年の祝祭に由来すると言われ、古代のサーサーン朝時代に既に大々的に祝われていた。サーサーン朝時代には春分に祝われるノウルーズと秋分に祝われるミフラガーンのそれぞれあったが、ミフラガーンはミフル神を祝う祭日で、新年はこのノウルーズかミフラガーンの日に定められていた。ノウルーズの習慣はアケメネス朝の時代よりもずっと昔から祝われてきたとされている。
書籍『ペルシャ湾の名称に関する史料、いにしえの永遠の遺産』によると、 ノウルーズは、古代イランにその起源があり、2500年以上にわたる歴史のなかで、この儀礼が継続的に行われてきた記録が残っている。太古の昔から、ペルシャ文化圏の人々は、太陽の回転に関連する祝祭を催し、特に昼と夜の長さが等しくなる日と、昼と夜がそれぞれもっとも長くなる日を祝ってきた。昼と夜の長さが等しくなる日は年に2回発生し、まず春分の日が3月21日または20日にあたり、秋分の日が9月23日にあたる。毎年3月21日または20日はイランの新年・ノウルーズである。 ノウルーズは、イランとアフガニスタン、およびタジキスタン、ロシア、キルギスタン、カザフスタン、シリア、イラク、ジョージア、アゼルバイジャン共和国、アルバニア、中国、トルコ、トルクメニスタン、インド、パキスタン、そしてウズベキスタンなどの国々で新年の始まりとして祝されている。この祝祭は、ジャーム（ジャムシード）という神話の王によるものである。
2009年9月30日、ユネスコはノウルーズを、「国際ノウルーズの日」という正式な名称で認定し、2016年に無形文化遺産に登録した（2024年に13カ国に拡大登録）。その後国連総会は、そのカレンダーにイランにルーツを持つノウルーズを記載した。2010年2月23日に国連総会で承認された文書には、3月21日のノウルーズは、3000年以上前のイランに由来し、今日3億人以上の人々に祝されているとの説明がある。国連加盟国は、1391年（西暦2012年）のノウルーズを、イランが主催する国連とユネスコの公の場ではじめて祝い、潘基文国連事務総長もこの祝典にメッセージを送っている。

## イランでのノウルーズ
イランでは国家祭日とされている。イランにおける正月ノウルーズは、年末の水曜日（チャハールシャンベ chahār-shanbe）に行われるチャハールシャンベ・スーリー（چهارشنبه‌سوری chahār-shanbe sūrī）に始まり、スィーズダ・ベダルと呼ばれる新年の13日目に集落の郊外にある山野に出かけて行われる終日で終わる。他にもノウルーズ前後の年末年始には何千年前の習慣とみられる春の訪れを祝う儀礼が行われる。ノウルーズの当日には、親類や友人の家を訪問して新年を祝賀する。
イランのノウルーズは、イラン歴の1月1日であり、グレゴリオ暦の3月21日あるいは3月20日に当たる。

### チャハールシャンベ・スーリー
チャハールシャンベ・スーリーでは、人々は年末最後の水曜日の日没に火を燃やし、特別な儀礼を催す。火は古代からイラン人にとって神聖であるとともに神の象徴と考えられてきた。神聖な火を用いて新年に移り変わる前に旧年の醜いものや穢れたものを燃やし、自分に関わる不幸を清算しなければならないと人々は信じている。火を燃やすことで不幸や不運・不浄を取り除き、新年の幸運や健康を願う、無病息災の儀礼である。元々はハマスパスマエーダヤというゾロアスター教の祝祭に由来していると考えられている。また、チャハールシャンベ・スーリーが水曜日に行われる理由として、その内容がチャールシャンベ・スーリーと良く似ているホラーサーンの人々が信じているモフタールの反乱を挙げることができる。ホラーサーンの人々に伝わるモフタールの反乱とは、ヒジュラ暦66年 (西暦685年)アラブ人軍司令官であるモフタールが監獄から解放された後、カルバラーの殉教者の復讐をするために起こした反乱である。この反乱を起こすにあたりモフタールは、自分の仲間であるシーア派と敵とを区別し敵だけを攻撃するために、自宅の屋根に火を灯すようにとシーア派信徒に命じた。この夜が年末最後の水曜日であったために、後にイラン人が火をつける儀礼つまりチャハールシャンベ・スーリーを年末最後の水曜日に行うことになったということである。
全国的に行われているチャハールシャンベ・スーリーの中心となる儀礼は、家の前かみんな集まる場所で火を焚いてその上を飛び越えることである。しばを束にし、間隔を開け、１・３・７束を路地の中央あるいは中庭に置き、それを火に点し、人々は「私たちの黄色はあなたのもの　あなたの赤色は私たちのもの　悲しみは去り喜びがやって来い　不幸は去り幸運がやってこい」というまじないの言葉を唱えながら火の上を飛び越える。家族が一通り飛び終えると、火は燃え尽きるまで放置しておくか、あるいは水をかけて消される。それは燃えている火を息を吹きかけて消すことは不吉であると信じられているからである。火が灰になると、家族の一人がその灰をあつめ、水に流すか家の外(特に四辻)に散らす。これは、灰に込められた災難・不幸が水あるいは風にのって、家や家族から遠ざかると信じられているからである。
また屋根から壺を地面に投げつけて割ることで、災難・不幸を撃退する儀礼も行われる。災難・儀礼が詰められた壺を壊すことで、それらが撃退されると人々は信じている。ホラーサーン地方でも火を燃やした後同様に壺を割る儀礼が行われているが、そこではまず壺の中に灰と潮とダハシャヒーの貨幣を入れ、家族一人一人が頭上で一周壺を回し、最後の人が屋根に運び、そこから路地の中央に向けて投げる。壺を投げる時には「これで不幸や凶眼や貧困を自宅から遠ざけた」と言いながら投げる。人々は壺を遠くへ投げれば投げるほど、不幸や災難が家や家族から遠ざかると信じている。
上記のような一連の儀礼が終わると、家族が集まって乾燥果物(アジーレ・チャハールシャンベスーリー)やお菓子を食べる。この年末最後の水曜日の夜に、塩気のない乾燥果物を食べることは幸運をもたらすと信じられている。
この他にも男女が参加する一般的な儀礼の他に、女性によって催され女性にのみ参加を許された特別な儀礼がある。高橋は以下の5つの儀礼を挙げている。
①首に錠をかけ四辻に座ることによる開運
②娘を燃えさしで追いかけることによる開運
③市場の四辻にあるキブラの方向を向いた薬草屋を騙し、薬草屋から「無駄なもの」を買うことによる開運
④モスクのミナレットの下に座り、チャードルの端に錠を締めることによる開運
⑤皮なめし工場の窪みでくるみを割り、ろうそくを点すことによる開運

### ハフト・スィーン

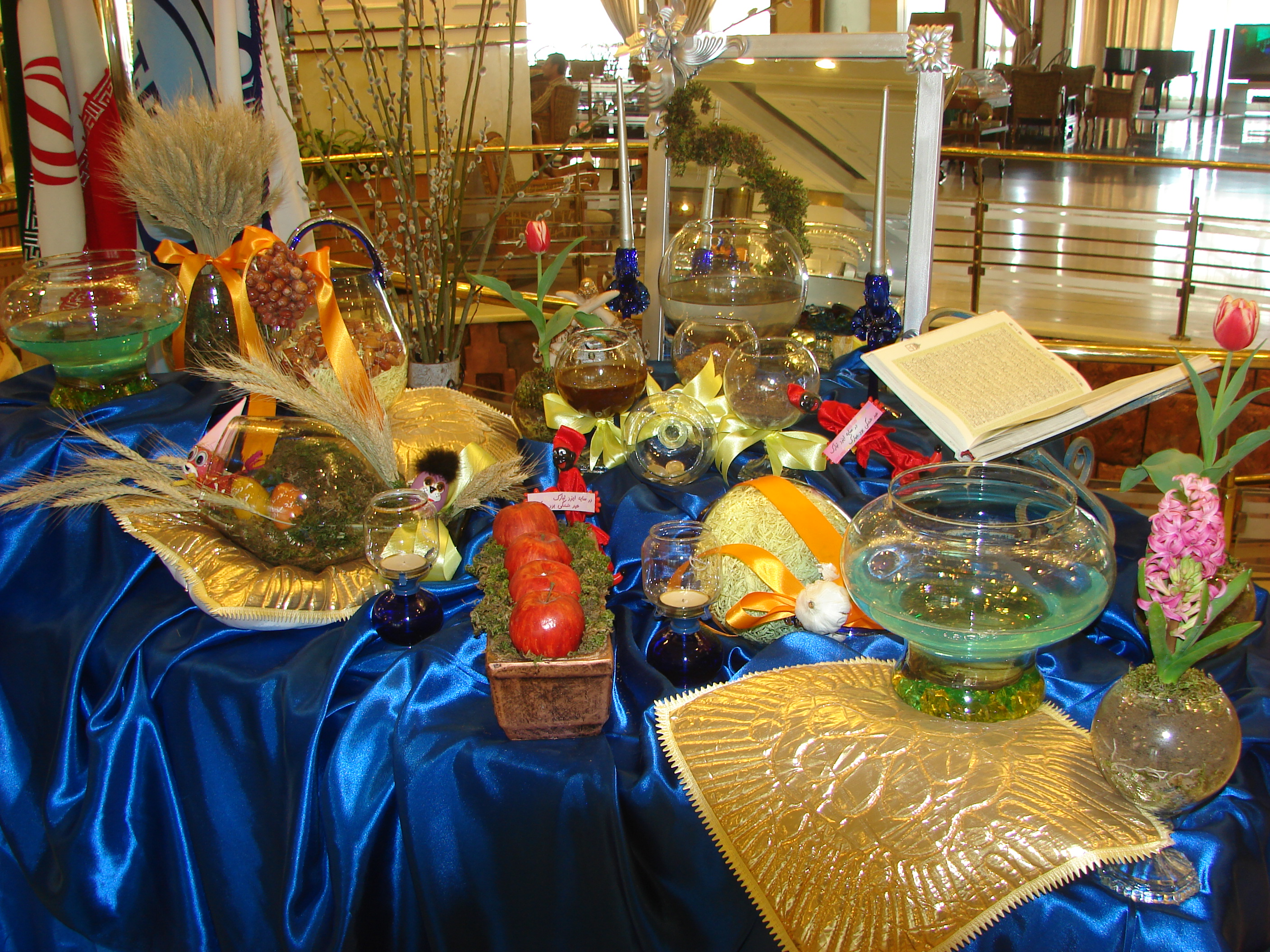
ノウルーズで祝われるハフト・スィーン（Haft Sīn、هفت سین） の品々（テヘラン）

イラン独自の習俗としてはハフト・スィーン（Haft Sīn：7つのS）があり、頭文字がスィーン Sīn で始まる7つのものを集めて祝われる。代表的なものとしては、健康、美しさ、実りを象徴するリンゴ（sīb、سیب）、人生における喜びの象徴であり、健康を保つための薬ニンニク（sīr、سیر）と、スーマック（en、ウルシ科）の実（Somāq、سماق）、忍耐の象徴である酢（serke、سرکه）、愛情や生の象徴であるヤナギバグミ（Senjed、 سنجد）、再生や喜び、自然と人間の生活の結びつきを示している青草（sabzeh、سبزه）と植物の生育と実りの象徴である甘いプディングのサマヌー（Samanū、سمنو）である。
また、これらに加えて、創造の象徴である卵、統一や明るさの象徴である鏡、人生における清らかさ・恩恵の象徴である水、イラン暦最後のエスファンド月を示す、活力や人生の象徴である金魚、そして、商売の繁盛や投資の象徴である硬貨、明るさや熱、光の象徴であるろうそく、杉の木の枝やスイセンの花もハフトスィーンも飾られる。また、砂糖菓子やクルアーンも飾る。

### スィーズダ・ベダル
ノウルーズの最終日に当たる13日目には、家の中の悪いものを追い出すために、家族全員が戸外に出てピクニックなどを楽しむ習慣がある。これは「自然の日」として、国民の祭日となっている。この日は人々は好んでアーシュというスープや、キャバーブを食べる。

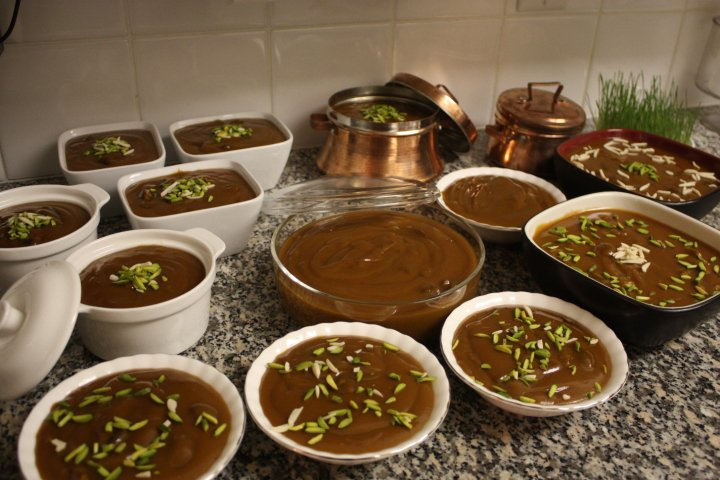
サマヌー

## その他の国でのノウルーズ
中央アジアではノウルーズは広く祝われ、ソビエト連邦から独立した中央アジア5か国ではいずれも国家の祝日としている。

### カザフスタンのノウルーズ
カザフスタンの人々は、ソ連からの独立後、自らの長年の伝統を復活させるためにノウルーズに対して積極的である。彼らは3月22日を新年の初日とし、この日をカザフスタン全体が公休日とし、祝祭が行っている。この日に雨や雪が降れば、人々はそれを幸運のしるしと受け取り、良い1年が訪れると考える。彼らにとってノウルーズに降る雪は、幸運をもたらしてくれるものである。
ノウルーズに向けて、家を掃除する。人々は新しい年を良い状態で始めるならば、その終わりも悪いものとはならないだろうと考えているからである。ノウルーズになると人々は新しい白い服を着、特別な料理を作り、若者たちは互いに贈り物を贈り合う。カザフスタンの人々はこの日に互いを訪ね、お祝いの言葉を述べ、互いの健康と長寿を願う。

### トルクメニスタンのノウルーズ
トルクメニスタンもソ連からの独立後、ノウルーズを国の祝祭として正式に承認した。ノウルーズでは、サマヌーと呼ばれる麦芽の甘いお菓子を作ったり、お互いの家を訪問しあう。乗馬やレスリングなどの遊びも行われている。

### キルギスのノウルーズ
キルギスでは3月21日がノウルーズで、公休日となっており、多くの町で祝祭が行われる。大きな都市では、広場のそばに市が立ち、小さな町や村では、広場の傍らで一部の伝統的な食事が無料で配られる。

### タジキスタンでのノウルーズ
タジキスタンで、ノウルーズは勝利、公正、新たな生活の開始を意味し、夜と昼の長さが一緒になる日、自然が芽吹く日として、春の始まりを祝う。
タジキスタンでのノウルーズの準備は、新年の数週間前から始まる。人々は家だけでなく地域も清掃し、新しい服を着、ノウルーズの到来と共に心を新たにし、互いを訪問し合う。タジキスタン人もイラン人と同じようにノウルーズになると、ハフトスィーンと呼ばれる正月飾りを用意し、年長者は年少者に贈り物を準備し、若者たちの傍らでコーランを読み、祈祷することで、新年を迎える。ノウルーズが訪れると、客人たちのために食事が用意される。ノウルーズの期間中にはレスリングやポロといった競技が盛んに行われる。

### アゼルバイジャンでのノウルーズ
アゼルバイジャンでは、ノウルーズは豊作の祝祭であり、健康と恩恵、豊かさの始まりと言われている。
アゼルバイジャンでは、新年の数日前から様々な儀式が行われる。アゼルバイジャンでのノウルーズの儀式として、例えば、恩恵の象徴である麦の芽の栽培、菓子作り、家の大掃除、公共の場所の電飾設置、友人や知人の訪問といったことである。

### アフガニスタンでのノウルーズ
アフガニスタンの様々な都市や村では、男女共に独自の祝祭を行うことで、ノウルーズを迎える。この日を祝うために、新しい服を着て、お菓子や料理を作り、自然のある郊外に向かう。レスリングや歌などの娯楽、その他の地元に古くからある慣習も、ノウルーズに行われる。

### パキスタンでのノウルーズ
パキスタンではハイバルパフトゥンハー州など北部の人々の多くがノウルーズを祝う。この地域の人々は町を色のついた旗と明かりで飾って新年を迎え、詩を読む集会などを開いている。
パキスタンではノウルーズは世界を明るくする祝祭と呼ばれている。つまり新しい日が到来し、世界すべてをその到来によって明るく照らすと考えられているのである。この日にはノウルーズの正月飾りが飾られ、一番いい服を着て、新年の変わり目に祈祷を行い、コーランを読む。また親戚を訪ね、年長者が子供たちにお年玉を与える。

### トルコでのノウルーズ
トルコではクルド人の祭日として知られ、国民融和のための休日とされているが、同時にクルドの民族運動が一年でもっとも盛り上がる日でもある。
ノウルーズはオスマン朝時代、とくに宮廷の人々や大衆の間で特別な地位を有していた。トルコの一部の人々はノウルーズを宗教的な理由で祝っている。ノウルーズには蝋燭、コーラン、鏡、金魚、りんご、小麦粉、米、色つきの卵を飾り、友人たちや親戚の家を訪れる。

## ギャラリー

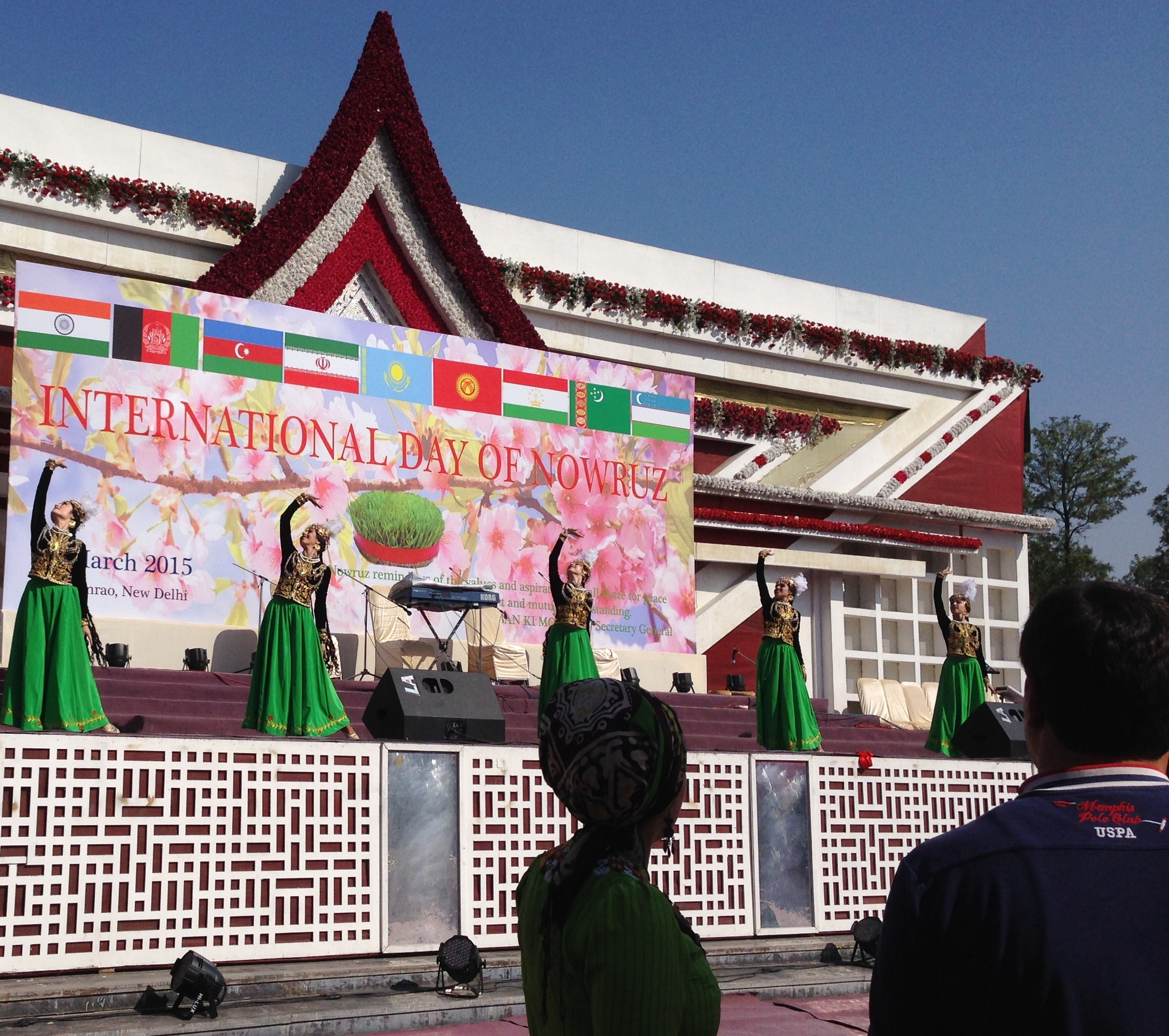
ノウルーズ　2015年
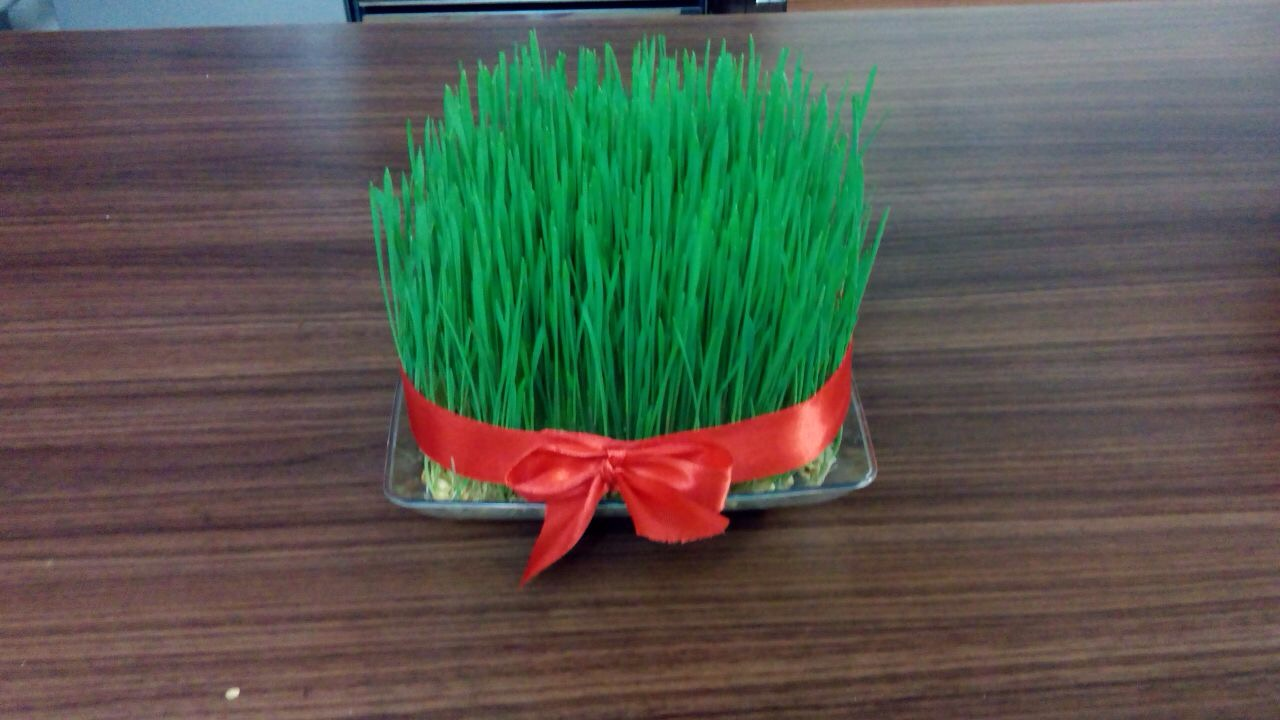
サブゼ（Sabzeh）
イランで祝われるノウルーズ2021年
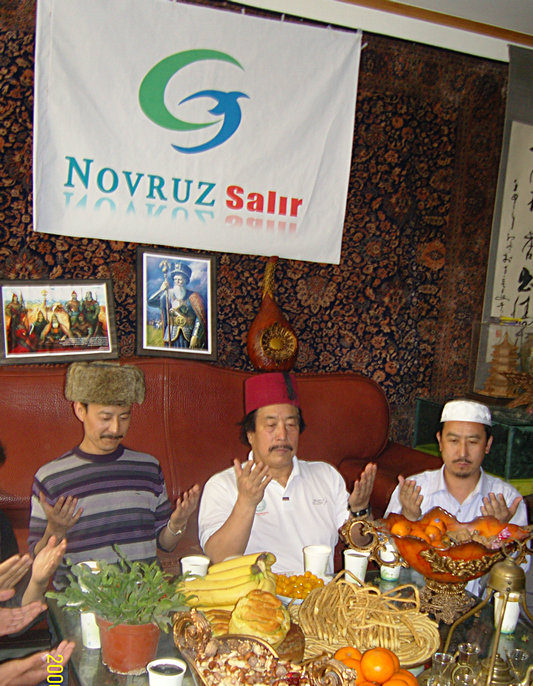
ノールーズを祝う中国のサラール族
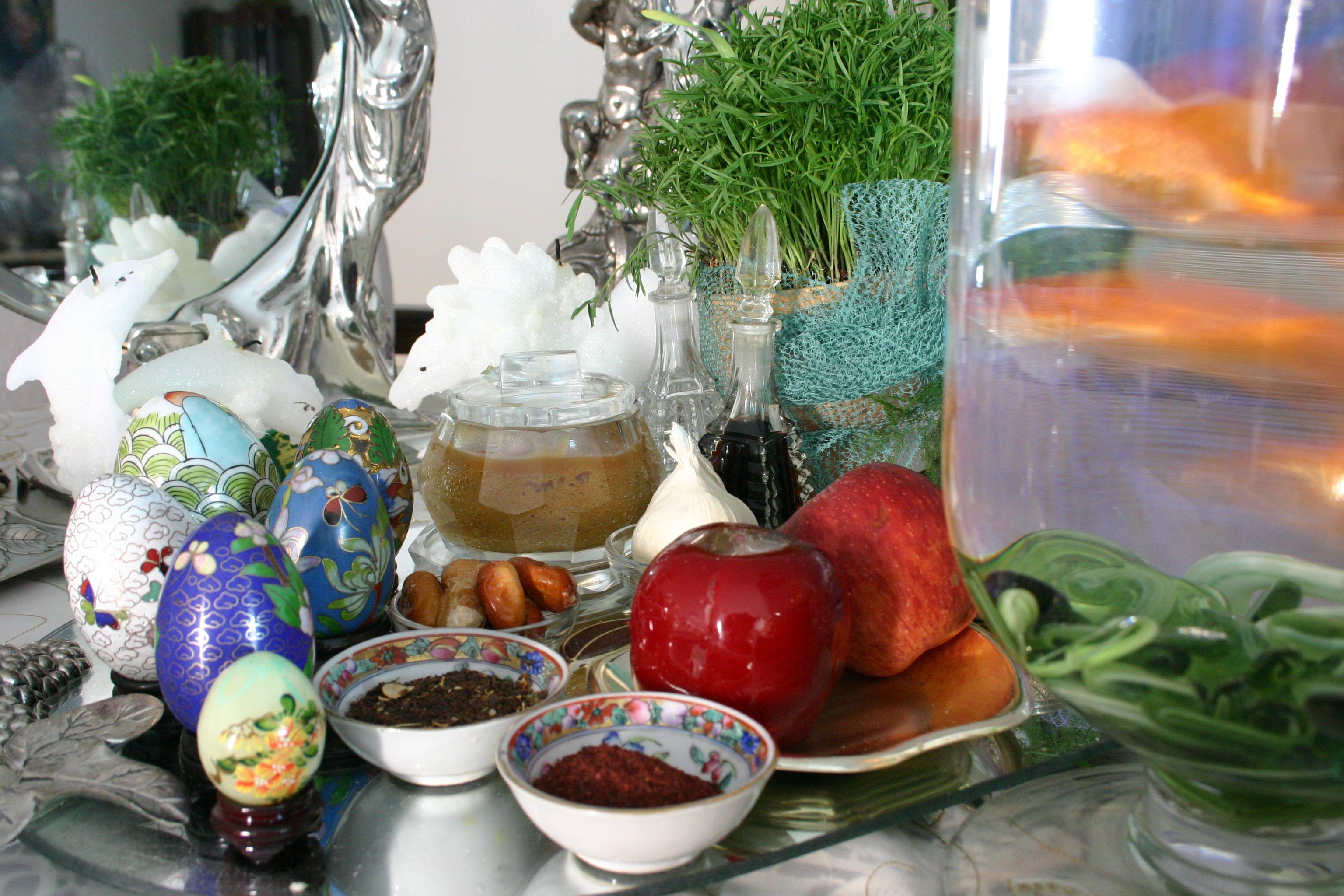
ソフレ・ハフト・スィーン（新年の飾りつけ）
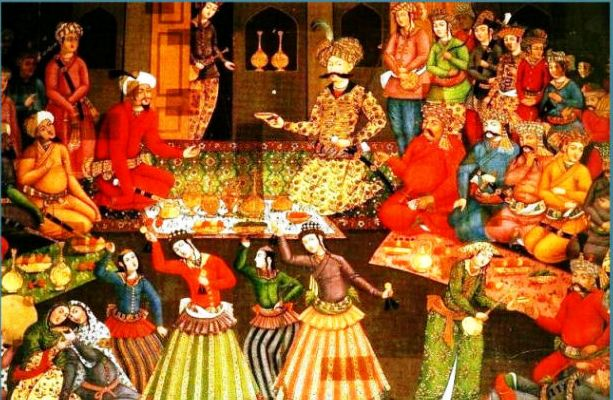
シャー・アッバース
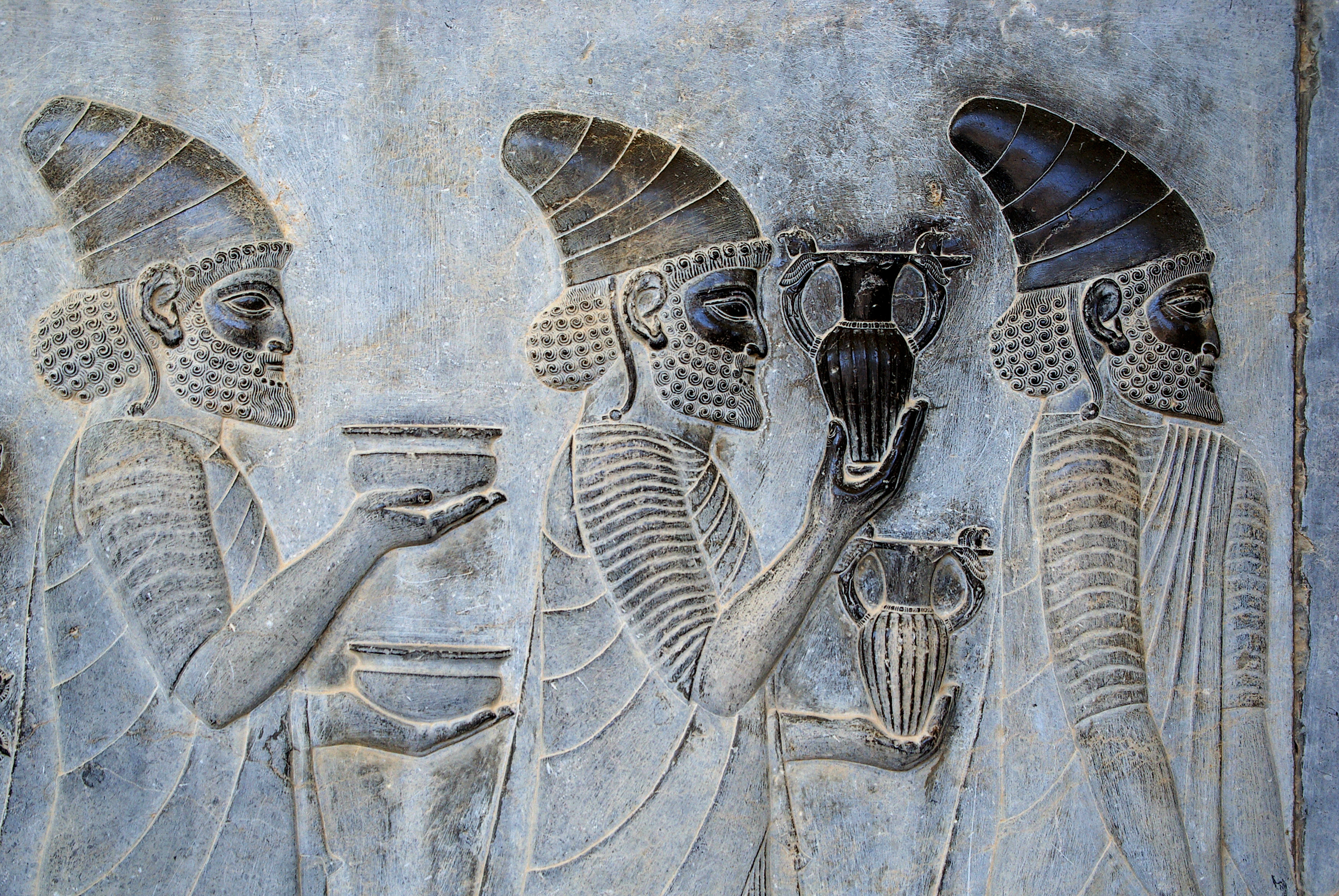
ノウルーズの象徴（ペルセポリスにて）
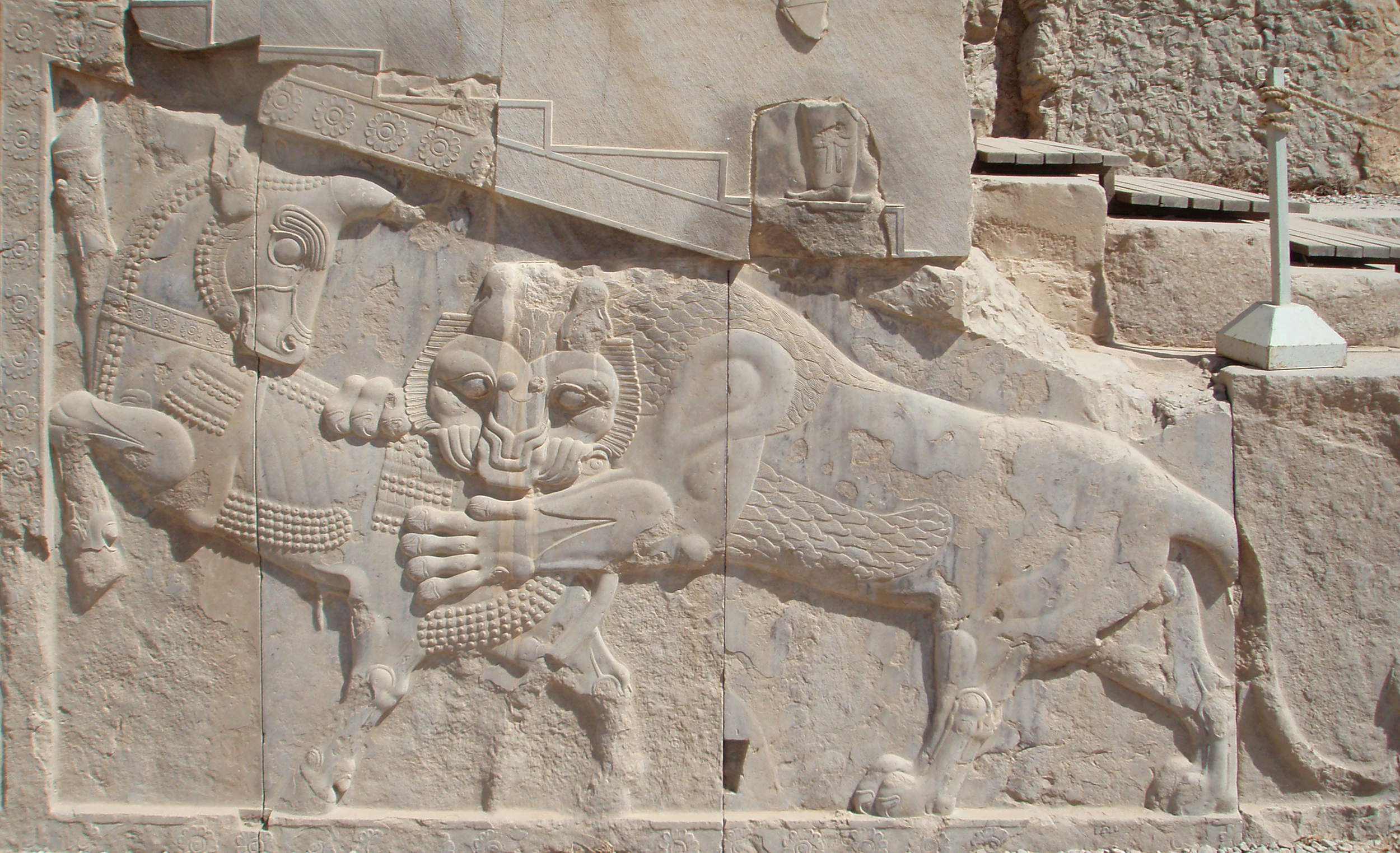
ノウルーズの象徴（ペルセポリスにて）
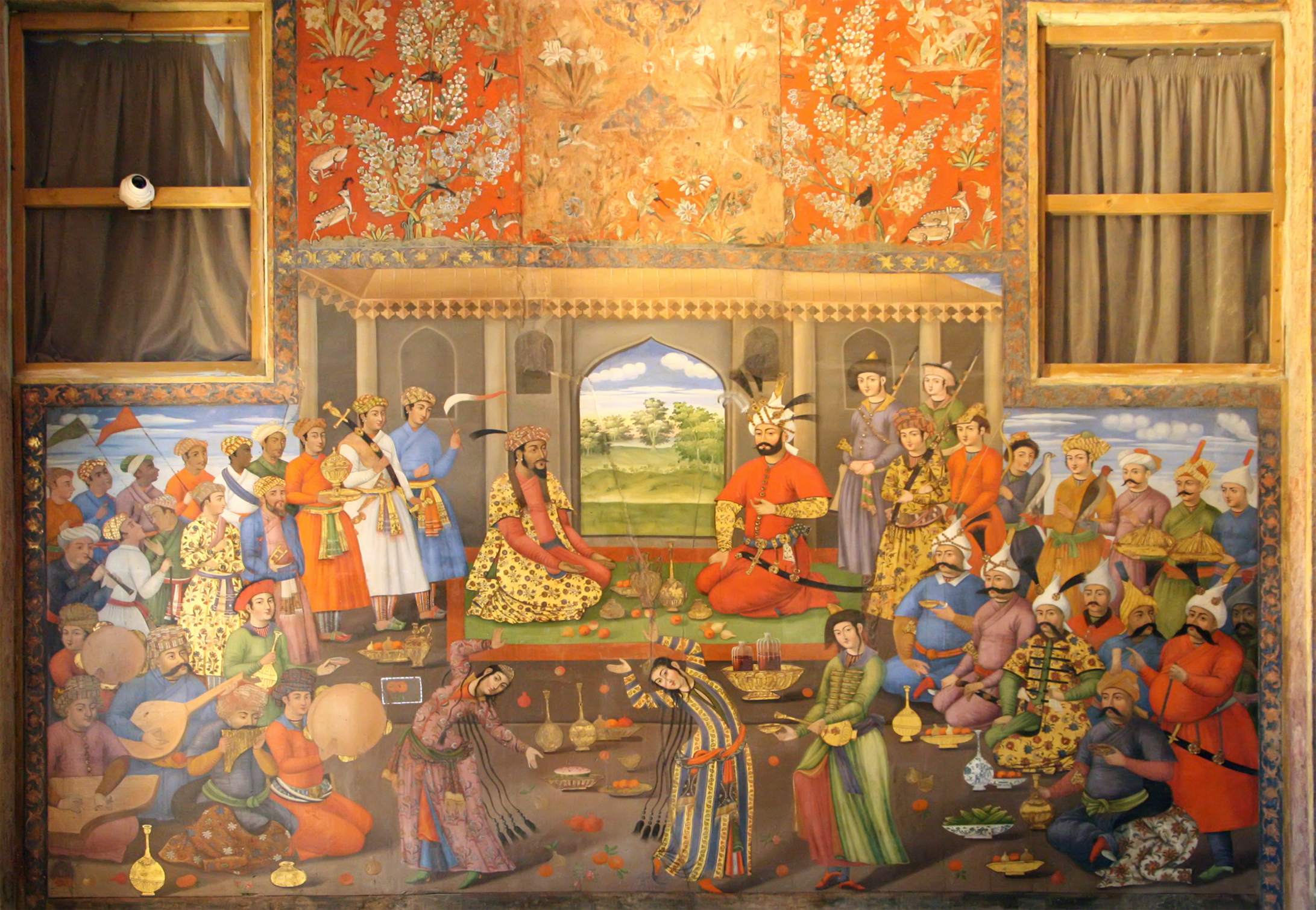
ノウルーズ
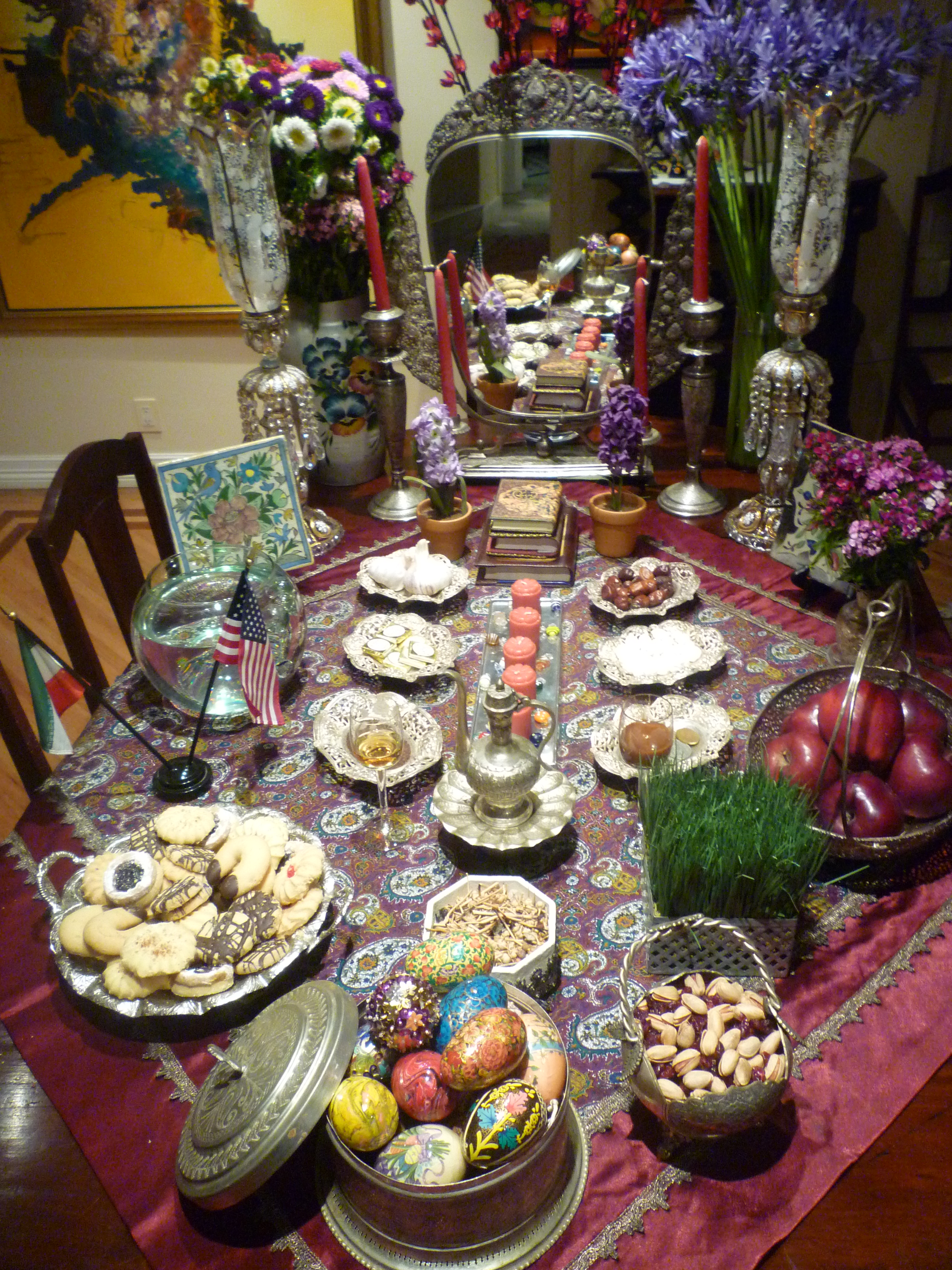
ハフト・スィーン
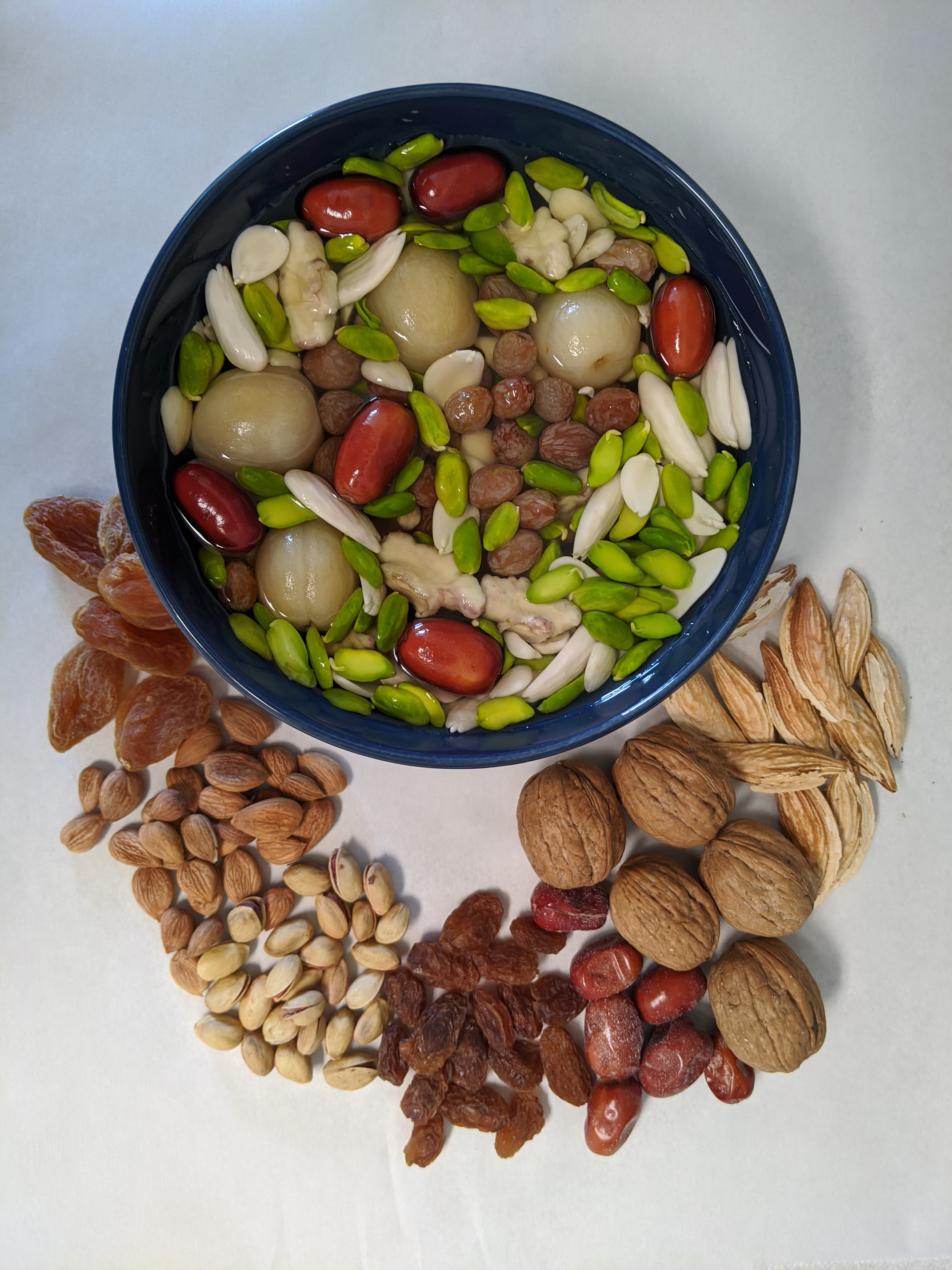
７(ペルシアにおける聖なる数）種の乾燥果実を並べたもの
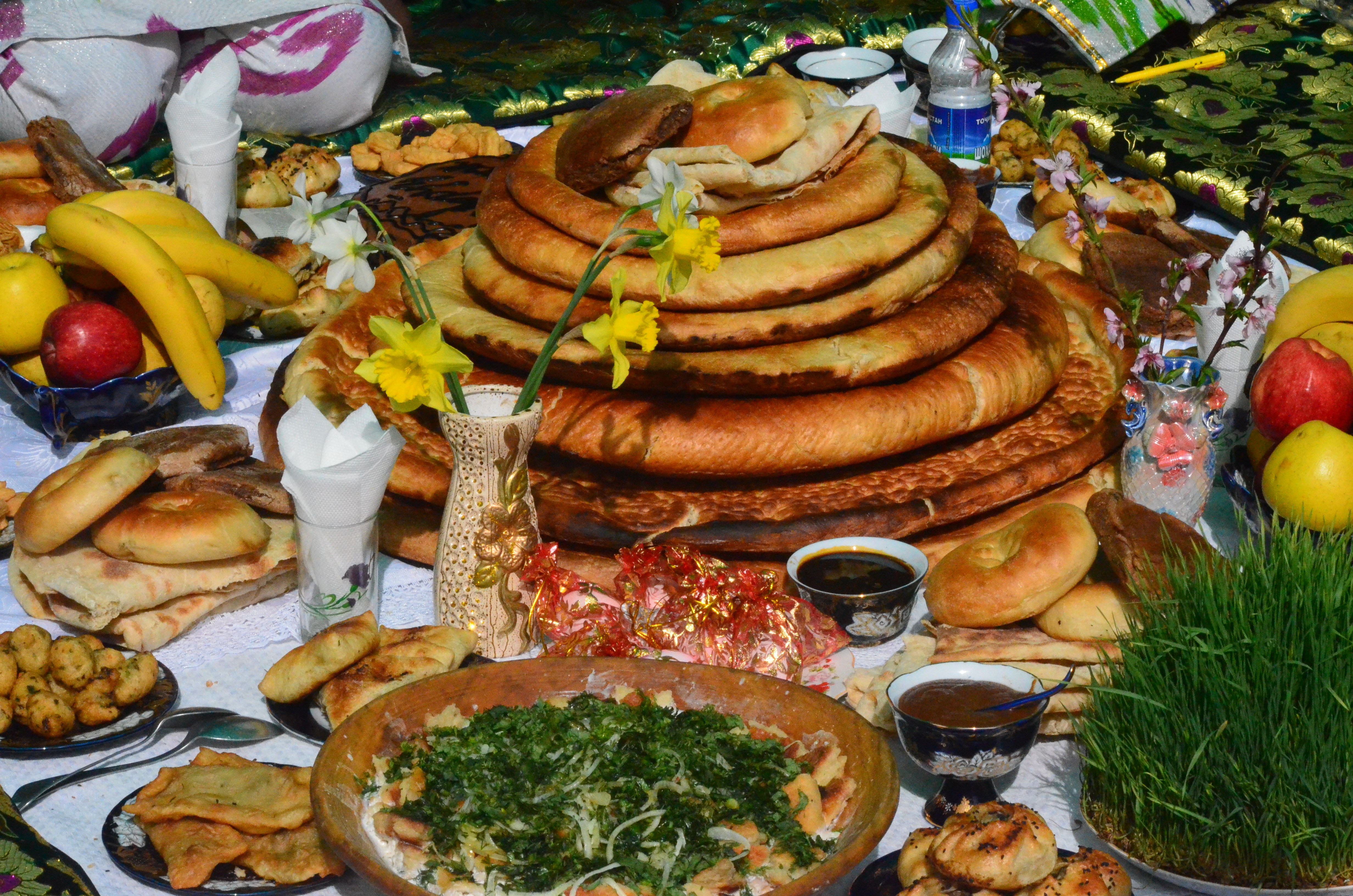
ソフレ・ハフト・スィーン（新年の飾りつけ）
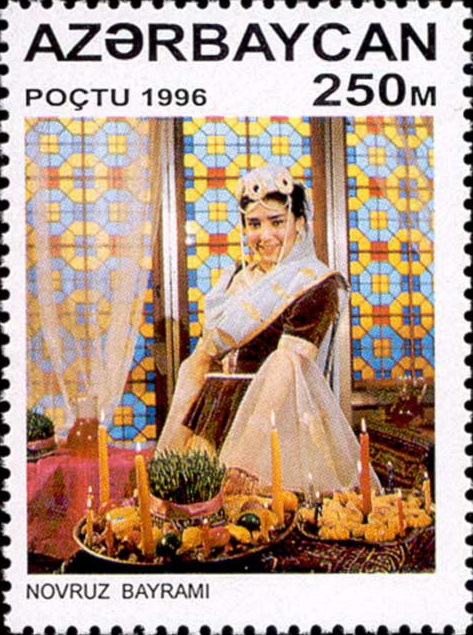